# روبرت دوفي (سياسي)
روبرت دوفي (بالإنجليزية: Robert Duffy)‏ هو سياسي أمريكي، ولد في 21 أغسطس 1954 في روتشستر في الولايات المتحدة. حزبياً، نشط في الحزب الديمقراطي. وقد انتخب List of mayors of Rochester, New York ‏ وانتخب نائب حاكم نيويورك ‏.